# Horloge de Victoria
L’Horloge de Victoria est une tour horloge située au milieu de la ville de Victoria, capitale des Seychelles. Elle est érigée au centre d'un rond-point où quatre rues se rejoignent : l'avenue de State House, la rue Albert, l'avenue de l'Indépendance et la rue de Francis Rachel. C'est un point de repère familier de la ville.

## Histoire

### Inauguration
L'Horloge de Victoria est érigée le 1er avril 1903 en mémoire de la reine Victoria, décédée deux ans plus tôt.

### But
À l’époque, les Seychelles était une colonie britannique et le gouverneur du pays Ernest Bickham Sweet-Escott voulait mettre en place un monument en mémoire de la reine Victoria. C’était un projet financé partiellement par souscription publique ainsi que par le gouvernement. La somme réunie (10 000 roupies) étant insuffisant, le gouverneur a alors proposé de construire l’horloge, ce qui a été approuvé lors d’une réunion publique.

### Modèle
L'horloge est une réplique en miniature de l'horloge Little Ben située sur un carrefour près de la gare Victoria, dans le quartier de Westminster, à Londres. C'est le gouverneur Sweet-Escott qui voulait une copie de ce qu’il avait vu à la gare Victoria au cours d’une visite à Londres.

### Objectifs politiques
Bien qu'initialement en mémoire de la reine Victoria, une autre signification a rapidement été confiée à cette horloge : la séparation des Seychelles de l’Île Maurice, tout en restant colonie britannique.

### Parcours
Après sa fabrication par Gillet et Johnson de Croydon, l'horloge a été acheminée par bateau pour les Seychelles avec toutes les parties constitutives, y compris la cloche et un mécanisme saisissant. Néanmoins, parmi les 9 caisses, 2 étant parties pour l’île Maurice, il a fallu attendre 2 mois encore pour tout mettre en place. 
Le jour du débarquement des caisses, l'une d'entre elles est tombée dans l'eau. Les raisons de l'incident ne sont toujours pas connues. Une des hypothèses est que le gouverneur ne souhaitait pas de sonnerie durant la nuit qui devait rester silencieuse. Mais d'après Kantilal Jivan Shah, la caisse est tombée dans l'eau par accident.

## Mécanisme
Au cours des années l'horloge a été réparée trois fois. Et depuis 1978 jusqu'à 2011 c’était William Lespoir qui avait la responsabilité de la maintenir. Au début il fallait graisser le mécanisme tous les 5 jours, mais il a ensuite été remplacé par un mécanisme électronique.

### Vraie couleur
La couleur d’origine de l’horloge est inconnue ; tout le monde, le peuple seychellois ainsi que les visiteurs, connaissent sa couleur argentée.